# Metody (Sribniak)
Metody, imię świeckie Mykoła Mykołajowycz Sribniak (ur. 8 czerwca 1957 w Hrabowce) – biskup Kościoła Prawosławnego Ukrainy (do 2018 Ukraińskiego Kościoła Prawosławnego Patriarchatu Kijowskiego).

## Życiorys
Od 1978 do 1986 pracował jako leśniczy w Kraju Krasnojarskim. W 1985 ukończył studia w Syberyjskim Instytucie Technologicznym. Podjął w Irkucku studia medyczne, których ostatecznie nie ukończył, od 1986 do 1992 był zastępcą dyrektora centrum medycznego w tym samym mieście. Od 1992 do 1994 przewodniczył stowarzyszeniu ukraińskiemu w Irkucku.
W 1995 w soborze Objawienia Pańskiego w Nogińsku, należącym ówcześnie do parafii Ukraińskiego Kościoła Prawosławnego Patriarchatu Kijowskiego, został wyświęcony na diakona przez biskupa tegoż Kościoła, Adriana (Starynę). Ten sam hierarcha udzielił mu święceń kapłańskich. W Nogińsku podjął naukę w seminarium duchownym Patriarchatu Kijowskiego, a po jego zamknięciu – w Wołyńskim Seminarium Duchownym w Łucku, które ukończył w 1999. W 2004 ukończył Lwowską Akademię Duchowną. Od 1996 do 2004 był ponadto sekretarze eparchii dniepropetrowskiej i krzyworoskiej.
14 maja 2004 Święty Synod Ukraińskiego Kościoła Prawosławnego Patriarchatu Kijowskiego wyznaczył go na biskupa sumskiego i achtyrskiego. Jego chirotonia odbyła się 6 czerwca 2004 w soborze św. Włodzimierza w Kijowie. W 2006 powierzono mu dodatkowo obowiązki locum tenens eparchii czernihowskiej. W 2012 podniesiony do godności arcybiskupiej.